# Lower Broadheath
Lower Broadheath – wieś w Anglii, w hrabstwie Worcestershire, w dystrykcie Malvern Hills. Leży 5 km na północny zachód od miasta Worcester i 167 km na północny zachód od Londynu.